# میگل آلوارس پوسو
میگل آلوارس پوسو (اسپانیایی: Miguel Álvarez Pozo‎; ۲۶ نوامبر ۱۹۴۹ – ۳۱ مهٔ ۲۰۱۶) بازیکن بسکتبال اهل کوبا بود.